# Shorttrack op de Olympische Winterspelen 2002
Shorttrack is een van de sporten die beoefend werden tijdens de Olympische Winterspelen 2002 in Salt Lake City.

## Mannen

### 500 meter
| Rang   | Sporter(s)         | Land | Tijd            |
| ------ | ------------------ | ---- | --------------- |
|        | A-Finale           |      |                 |
| Goud   | Marc Gagnon        | CAN  | OR 41.802       |
| Zilver | Jonathan Guilmette | CAN  | 41.994          |
| Brons  | Rusty Smith        | USA  | 42.027          |
| 4      | Feng Kai           | CHN  | 42.112          |
| 5      | Satoru Terao       | JPN  | 42.219          |
|        | B-Finale           |      |                 |
| 6      | Kim Dong-sung      | KOR  | 42.076          |
| 7      | Wim De Deyne       | BEL  | 42.961          |
| 11     | Apolo Anton Ohno   | USA  | DQ halve finale |
|        |                    |      |                 |
| 8      | Takafumi Nishitani | JPN  | kwartfinale     |
| 13     | Simon van Vossel   | BEL  | kwartfinale     |
| 20     | Cees Juffermans    | NED  | voorronde       |

### 1000 meter
| Rang   | Sporter(s)       | Land | Tijd        |
| ------ | ---------------- | ---- | ----------- |
|        | A-Finale         |      |             |
| Goud   | Steven Bradbury  | AUS  | 1:29.109    |
| Zilver | Apolo Anton Ohno | USA  | 1:30.160    |
| Brons  | Mathieu Turcotte | CAN  | 1:30.563    |
| 4      | Ahn Hyun-soo     | KOR  | 1:32.519    |
| 8      | Li Jiajun        | CHN  | DQ          |
|        | B-Finale         |      |             |
| 5      | Kim Dong-sung    | KOR  | 1:35.582    |
| 6      | Fabio Carta      | ITA  | 1:35.589    |
| 7      | Naoya Tamura     | JPN  | 1:35.823    |
|        |                  |      |             |
| 11     | Wim De Deyne     | BEL  | kwartfinale |
| 18     | Cees Juffermans  | NED  | voorronde   |
| 24     | Pieter Gysel     | BEL  | voorronde   |

### 1500 meter
| Rang   | Sporter(s)       | Land | Tijd      |
| ------ | ---------------- | ---- | --------- |
|        | A-Finale         |      |           |
| Goud   | Apolo Anton Ohno | USA  | 2:18.541  |
| Zilver | Li Jiajun        | CHN  | 2:18.731  |
| Brons  | Marc Gagnon      | CAN  | 2:18.806  |
| 4      | Fabio Carta      | ITA  | 2:18.947  |
| 5      | Bruno Loscos     | FRA  | 2:19.587  |
| 12     | Kim Dong-sung    | KOR  | DQ        |
|        | B-Finale         |      |           |
| 6      | Rusty Smith      | USA  | 2:27.155  |
| 7      | Guo Wei          | CHN  | 2:27.376  |
| 8      | Cees Juffermans  | NED  | 2:27.611  |
|        |                  |      |           |
| 21     | Pieter Gysel     | BEL  | voorronde |
|        | Wim De Deyne     | BEL  | DQ        |

### 5000 meter aflossing
| Rang   | Sporter(s)                                                                          | Land | Tijd         |
| ------ | ----------------------------------------------------------------------------------- | ---- | ------------ |
|        | A-Finale                                                                            |      |              |
| Goud   | Éric Bédard Marc Gagnon Jonathan Guilmette François-Louis Tremblay Mathieu Turcotte | CAN  | 6:51.579     |
| Zilver | Michele Antonioli Maurizio Carnino Fabio Carta Nicola Franceschina Nicola Rodigari  | ITA  | 6:56.327     |
| Brons  | An Yulong Feng Kai Guo Wei Li Jiajun Li Ye                                          | CHN  | 6:59.633     |
| 4      | Ron Biondo J.P. Kepka Apolo Anton Ohno Rusty Smith Daniel Weinstein                 | USA  | 7:03.926     |
|        | B-Finale                                                                            |      |              |
| 5      | Takehiro Kodera Takatumi Nishitani Yugo Shinohara Naoya Tamura Satoru Terao         | JPN  | 7:19.893     |
| 6      | Steven Bradbury Stephen Lee Alex McEwan Andrew McNee Mark McNee                     | AUS  | 7:45.271     |
| 7      | Wim De Deyne Peter Gysel Ward Janssens Simon Van Vossel                             | BEL  | DQ           |
|        | Ahn Hyun-soo Kim Dong-sung Lee Seung-jae Min Ryoung Oh Se-jong                      | KOR  | DQ voorronde |

## Vrouwen

### 500 meter
| Rang   | Sporter(s)        | Land | Tijd   |
| ------ | ----------------- | ---- | ------ |
|        | A-Finale          |      |        |
| Goud   | Yang Yang (A)     | CHN  | 44.187 |
| Zilver | Evgenja Radanova  | BUL  | 44.252 |
| Brons  | Wang Chunlu       | CHN  | 44.272 |
| 4      | Isabelle Charest  | CAN  | 44.662 |
| 5      | Caroline Hallisey | USA  | 44.679 |
|        | B-Finale          |      |        |
| 6      | Alanna Kraus      | CAN  | 44.930 |
| 7      | Choi Eun-kyung    | KOR  | 45.383 |
| 8      | Mara Zini         | ITA  | 45.494 |

### 1000 meter
| Rang   | Sporter(s)       | Land | Tijd     |
| ------ | ---------------- | ---- | -------- |
|        | A-Finale         |      |          |
| Goud   | Yang Yang (A)    | CHN  | 1:36.391 |
| Zilver | Ko Gi-hyun       | KOR  | 1:36.427 |
| Brons  | Yang Yang (S)    | CHN  | 1:37.008 |
| 4      | Marie-Ève Drolet | CAN  | 1:37.563 |
|        | B-Finale         |      |          |
| 5      | Evgenja Radanova | BUL  | 1:34.702 |
| 6      | Choi Eun-kyung   | KOR  | 1:34.808 |
| 7      | Chikage Tanaka   | JPN  | 1:35.125 |
| 8      | Alanna Kraus     | CAN  | 1:35.642 |

### 1500 meter
| Rang   | Sporter(s)       | Land | Tijd     |
| ------ | ---------------- | ---- | -------- |
|        | A-Finale         |      |          |
| Goud   | Ko Gi-hyun       | KOR  | 2:31.581 |
| Zilver | Choi Eun-kyung   | KOR  | 2:31.610 |
| Brons  | Evgenja Radanova | BUL  | 2:31.723 |
| 4      | Yang Yang (A)    | CHN  | 2:31.791 |
| 5      | Alanna Kraus     | CAN  | 3:05.002 |
| 12     | Yang Yang (S)    | CHN  | DQ       |
|        | B-Finale         |      |          |
| 6      | Marie-Ève Drolet | CAN  | 2:31.203 |
| 7      | Chikage Tanaka   | JPN  | 2:31.479 |
| 8      | Christin Priebst | GER  | 2:32.442 |

### 3000 meter aflossing
| Rang   | Sporter(s)                                                                      | Land | Tijd        |
| ------ | ------------------------------------------------------------------------------- | ---- | ----------- |
|        | A-Finale                                                                        |      |             |
| Goud   | Choi Eun-kyung Choi Min-kyung Joo Min-jin Park Hye-won Ko Gi-hyun               | KOR  | WR 4:12.793 |
| Zilver | Dandan Sun Wang Chunlu Yang Yang (A) Yang Yang (S) Liu Xiaoying                 | CHN  | 4:13.236    |
| Brons  | Isabelle Charest Marie-Ève Drolet Amelie Goulet-Nadon Alanna Kraus Tania Vicent | CAN  | 4:15.738    |
| 4      | Yuka Kamino Atsuko Takata Chikage Tanaka Ikue Teshigawara Nobuko Yamada         | JPN  | 4:21.107    |
|        | B-Finale                                                                        |      |             |
| 5      | Marta Capurso Mara Zini Evelina Rodigari Marinella Canclini Katia Zini          | ITA  | 4:20.014    |
| 6      | Evgenja Radanova Marina Georgieva Anna Krasteva Anna Vlajeva Kristina Vuteva    | BUL  | 4:20.703    |
| 7      | Julie Goskowicz Caroline Hallisey Amy Peterson Erin Porter Allison Baver        | USA  | 4:20.730    |
| 8      | Yvonne Kunze Christin Priebst Ulrike Lehmann Aika Klein Susanne Rudolph         | GER  | 4:22.222    |

## Medaillespiegel
| Plaats | Land             | NOC    | Goud | Zilver | Brons | Totaal |
| ------ | ---------------- | ------ | ---- | ------ | ----- | ------ |
| 1      | China            | CHN    | 2    | 2      | 3     | 7      |
| 2      | Zuid-Korea       | KOR    | 2    | 2      | 0     | 4      |
| 3      | Canada           | CAN    | 2    | 1      | 3     | 6      |
| 4      | Verenigde Staten | USA    | 1    | 1      | 1     | 3      |
| 5      | Australië        | AUS    | 1    | 0      | 0     | 1      |
| 6      | Bulgarije        | BUL    | 0    | 1      | 1     | 2      |
| 7      | Italië           | ITA    | 0    | 1      | 0     | 1      |
| Totaal | Totaal           | Totaal | 8    | 8      | 8     | 24     |